# Eduardo Jons
Eduardo Jons Aljoe, talvolta Eduardo Jhons (4 dicembre 1950), è un ex schermidore cubano.

## Biografia
Ha partecipato ai Giochi della XIX Olimpiade di Città del Messico nel 1968, ai Giochi della XX Olimpiade di Monaco di Baviera nel 1972 ed ai Giochi della XXI Olimpiade di Montréal nel 1976.

## Palmarès
In carriera ha conseguito i seguenti risultati:
- Giochi Panamericani:

Cali 1971: oro nel fioretto individuale ed argento a squadre.
Città del Messico 1975: oro nel fioretto a squadre ed argento individuale.
San Juan 1979: oro nel fioretto a squadre.